# ブラディミール・グティエレス
ブラディミール・グティエレス・ロドリゲス（Vladimir Gutiérrez Rodríguez,  1995年9月18日 - ）は、キューバのピナール・デル・リオ州ピナール・デル・リオ出身のプロ野球選手（投手）。右投右打。MLBのマイアミ・マーリンズ傘下所属。

## 経歴
2013年から2015年にかけてキューバの国内リーグであるセリエ・ナシオナル・デ・ベイスボルのベゲーロス・デ・ピナール・デル・リオでプレーしていた。
カリビアンシリーズにキューバ代表として参加中の2015年2月、突如チームから離脱し、米球界入りを目指してと見られる失踪のニュースが報じられた。
その後、2016年8月にシンシナティ・レッズと契約した。
2017年、傘下のA+級デイトナ・トーテュガスでプロデビュー。19試合に先発登板して7勝8敗、防御率4.46、94奪三振を記録した。
2018年はAA級ペンサコーラ・ブルーワフーズでプレーし、27試合に先発登板して9勝10敗、防御率4.35、145奪三振を記録した。
2019年はAAA級ルイビル・バッツでプレーし、27試合に先発登板して6勝11敗、防御率6.04、117奪三振を記録した。
2020年は新型コロナウイルスの影響でマイナーリーグの試合が開催されなかったため、公式戦の登板は無かった。なお、6月には禁止薬物使用が発覚し、80試合の出場停止処分を受けている。オフの11月20日にルール・ファイブ・ドラフトでの流出を防ぐために40人枠入りした。
2021年4月25日に前年の処分が明け、5月のマイナーリーグ開幕からはAAA級ルイビルへ配属された。5月28日にメジャー初昇格し、同日のシカゴ・カブス戦にて先発でメジャーデビュー（5回1失点で敗戦投手）。そのまま先発ローテーション入りし、この年メジャーでは22試合に先発登板して9勝6敗、防御率4.74、88奪三振を記録した。
2022年シーズンは開幕してしばらくは引き続き先発として起用されていたが、打ち込まれる試合が続き、シーズン途中にリリーフに配置転換となった。7月11日にトミー・ジョン手術を受けた。結局、この年は10試合に登板(うち8試合は先発)した。しかし、僅か1勝に留まり、防御率7.61、WHIPも1.91といずれも前年より悪化した。
2023年シーズンはリハビリのため、全休した。レギュラーシーズン終了後の10月26日にFAとなった。
2024年2月23日にマイアミ・マーリンズとマイナー契約を結んだ。

## 投球スタイル
球質の重い速球を持ち、変化球ではカーブとスライダーの評価が高い。最速は、2021年に計測した96.1mph（約154.7km/h）である。また、投球ペースはキビキビとしているとの評があり、レッズで同僚であったジェシー・ウィンカーは「見ていて楽しい」と述べている。

## 詳細情報

### 年度別投手成績
| 年 度    | 球 団    | 登 板 | 先 発 | 完 投 | 完 封 | 無 四 球 | 勝 利 | 敗 戦 | セ 丨 ブ | ホ 丨 ル ド | 勝 率 | 打 者 | 投 球 回 | 被 安 打 | 被 本 塁 打 | 与 四 球 | 敬 遠 | 与 死 球 | 奪 三 振 | 暴 投 | ボ 丨 ク | 失 点 | 自 責 点 | 防 御 率 | W H I P |
| -------- | -------- | ----- | ----- | ----- | ----- | -------- | ----- | ----- | -------- | ----------- | ----- | ----- | -------- | -------- | ----------- | -------- | ----- | -------- | -------- | ----- | -------- | ----- | -------- | -------- | ------- |
| 2021     | CIN      | 22    | 22    | 0     | 0     | 0        | 9     | 6     | 0        | 0           | .600  | 496   | 114.0    | 115      | 20          | 46       | 0     | 4        | 88       | 3     | 2        | 60    | 59       | 4.74     | 1.41    |
| 2022     | CIN      | 10    | 8     | 0     | 0     | 0        | 1     | 6     | 0        | 0           | .143  | 179   | 36.2     | 46       | 8           | 24       | 1     | 6        | 29       | 2     | 0        | 31    | 31       | 7.61     | 1.91    |
| MLB：2年 | MLB：2年 | 32    | 30    | 0     | 0     | 0        | 10    | 12    | 0        | 0           | .455  | 675   | 150.2    | 161      | 28          | 70       | 1     | 10       | 117      | 5     | 2        | 92    | 91       | 5.44     | 1.53    |

- 2023年度シーズン終了時

### 年度別守備成績
| 年 度 | 球 団 | 投手（P） | 投手（P） | 投手（P） | 投手（P） | 投手（P） | 投手（P） |
| 年 度 | 球 団 | 試 合     | 刺 殺     | 補 殺     | 失 策     | 併 殺     | 守 備 率  |
| ----- | ----- | --------- | --------- | --------- | --------- | --------- | --------- |
| 2021  | CIN   | 22        | 10        | 14        | 2         | 1         | .923      |
| MLB   | MLB   | 22        | 10        | 14        | 2         | 1         | .923      |

- 2021年度シーズン終了時

### 背番号
- 53（2021年 - 2022年）